# Adrian Burnside

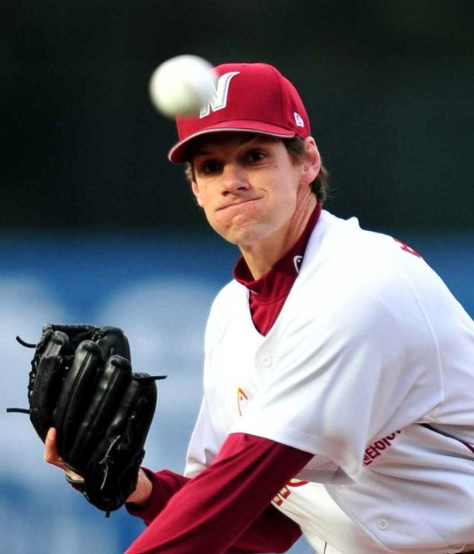
Adrian Burnside

Adrian Burnside, född den 15 mars 1977 i Alice Springs i Australien, är en australisk professionell basebollspelare som tog silver vid olympiska sommarspelen 2004 i Aten.
Burnside spelade 1996-2001 i Los Angeles Dodgers farmarklubbssystem, 2001-2002 i Pittsburgh Pirates farmarklubbssystem, 2003-2004 i Detroit Tigers farmarklubbssystem, 2005-2006 i Toronto Blue Jays farmarklubbssystem och 2007 i San Diego Padres farmarklubbssystem. Han har även spelat i Japan, Sydkorea, Australien och Mexiko.
Burnside representerade Australien i World Baseball Classic 2006. Han spelade en match och hade en earned run average (ERA) på 0,00 och en strikeout.